# Albert Riera
Albert Riera Ortega (Manacor, 15 aprile 1982) è un allenatore di calcio ed ex calciatore spagnolo, di ruolo centrocampista, tecnico del Celje.

## Biografia
È sposato con una donna russa.

## Carriera

### Calciatore

#### Club
Formatosi nel vivaio del Maiorca, raccoglie solo 10 presenze complessive nelle prime due stagioni con la maglia del club delle Baleari. Riesce a imporsi solo nella terza stagione collezionando 35 presenze e 4 gol, aiutando così la squadra a conquistare la Copa del Rey.
Durante l'estate del 2003 viene acquistato dal Bordeaux dove totalizza 50 presenze e 4 gol in Ligue 1 in due stagioni da titolare. È anche il giocatore della sua squadra a segnare il maggior numero di gol (5) nell'edizione 2003-2004 della Coppa Uefa.
Nel 2005 torna in Spagna all'Espanyol ma durante la prima stagione non riesce a imporsi totalizzando solamente 8 presenze. Viene così ceduto in prestito nel gennaio 2006 al Manchester City dove riesce a totalizzare 15 presenze e 1 gol. Tornato all'Espanyol, riesce a giocare complessivamente 64 presenze (segnando 8 gol) arrivando nella stagione 2006-2007 a disputare la finale di Coppa UEFA, poi persa 5-3 ai rigori con il Siviglia.
Nell'estate del 2008 viene acquistato dal Liverpool per 8 milioni di sterline. Anche qui riesce inizialmente a giocare con continuità riuscendo a guadagnarsi la convocazione nella Nazionale spagnola. Il 18 marzo 2010 viene messo fuori rosa a causa di alcune dichiarazioni ad un giornale spagnolo in cui critica l'allora allenatore del Liverpool, Rafael Benítez, e al termine della stagione viene messo sul mercato.
Il 16 luglio 2010 passa all'Olympiakos per circa 4,5 milioni di Euro. Con il club greco gioca colleziona 28 presenze e 6 gol conquistando la Souper Ligka Ellada e di conseguenza l'accesso alla Champions League.
Il 3 settembre 2011 viene ceduto al Galatasaray per 3 milioni di euro. Il 28 gennaio 2014 si accorda con la squadra turca per una buonuscita da 750.000 euro e rescinde il suo contratto; durante il suo periodo in Turchia, è protagonista di una rissa con Felipe Melo.
Il 24 marzo 2014 l'Udinese annuncia di aver firmato con il giocatore un contratto valido dal successivo 1º luglio.
Il 27 marzo 2014 firma un contratto con il Watford valido sino alla fine della stagione. Tornato all'Udinese, frequenta i casinò di Nova Gorica (Slovenia) più che calcare il terreno di gioco: proprio a causa della sua partecipazione a un torneo di poker tenutosi mentre l'Udinese era impegnata a Verona contro il Chievo viene silurato dalla società friulana, che perfeziona la rescissione del contratto il 27 novembre 2014. Nonostante si fosse integrato con i nuovi compagni friulani, il giocatore spagnolo era mal visto dalla dirigenza, inoltre non si era allenato costantemente dal suo arrivo in Italia.
Il 5 marzo 2015 firma un contratto di un anno e mezzo col Maiorca. A fine stagione conta 6 presenze nell'annata chiusosi con la salvezza della squadra nel campionato cadetto spagnolo.
Il 14 settembre 2015 viene ingaggiato dallo Zavrč, club sloveno dove rimane sino al gennaio 2016, quando passa al Koper, di cui veste la maglia una sola volta prima del ritiro dall'attività agonistica, nel luglio seguente. 

#### Nazionale
Il 13 ottobre 2007 debutta la nazionale spagnola segnando un gol contro la Danimarca, nella vittoria per 1-3 ad Aarhus. Dal 2007 al 2009 ha totalizzato 16 presenze e 4 gol con la selezione spagnola, partecipando alla FIFA Confederations Cup 2009, dove gli spagnoli hanno ottenuto il terzo posto.

### Allenatore
Il 12 agosto 2020 entra nello staff di Fatih Terim al Galatasaray.
Il 4 luglio 2022 diventa il nuovo tecnico dell'Olimpia Lubiana, accettando il suo primo incarico come allenatore. Vince il campionato, ma al termine della stagione non gli viene rinnovato il contratto.
Il 20 luglio 2023, due giorni prima dell'inizio del campionato, firma un contratto con il Celje. L'11 ottobre, con la squadra al primo posto in classifica, rassegna le dimissioni. 
L'indomani firma per il Bordeaux, club della Ligue 2 francese; la stagione 2023-2024 si conclude in modo infausto, con la retrocessione d'ufficio nello Championnat National a causa di insolvenze finanziarie, che determinano il fallimento del sodalizio girondino.
Il 29 luglio 2024 torna al Celje con contratto biennale. Riesce a condurre la squadra ai quarti di finale di Conference League, facendo del Celje la prima squadra slovena capace di spingersi così in avanti nelle competizioni UEFA per club.

## Statistiche

### Presenze e reti nei club
Statistiche aggiornate all'11 dicembre 2015.
| Stagione           | Squadra            | Campionato         | Campionato | Campionato | Coppe nazionali | Coppe nazionali | Coppe nazionali | Coppe continentali | Coppe continentali | Coppe continentali | Altre coppe | Altre coppe | Altre coppe | Totale | Totale |
| Stagione           | Squadra            | Comp               | Pres       | Reti       | Comp            | Pres            | Reti            | Comp               | Pres               | Reti               | Comp        | Pres        | Reti        | Pres   | Reti   |
| ------------------ | ------------------ | ------------------ | ---------- | ---------- | --------------- | --------------- | --------------- | ------------------ | ------------------ | ------------------ | ----------- | ----------- | ----------- | ------ | ------ |
| 1999-2000          | Maiorca B          | SDB                | 7          | 1          | -               | -               | -               | -                  | -                  | -                  | -           | -           | -           | 7      | 1      |
| 2000-2001          | Maiorca B          | SDB                | 31         | 6          | -               | -               | -               | -                  | -                  | -                  | -           | -           | -           | 31     | 6      |
| 2001-2002          | Maiorca B          | SDB                | 16         | 0          | -               | -               | -               | -                  | -                  | -                  | -           | -           | -           | 16     | 0      |
| Totale Maiorca B   | Totale Maiorca B   | Totale Maiorca B   | 54         | 7          |                 | -               | -               |                    | -                  | -                  |             | -           | -           | 54     | 7      |
| 2000-2001          | Maiorca            | PD                 | 3          | 1          | CR              | 0               | 0               | -                  | -                  | -                  | -           | -           | -           | 3      | 1      |
| 2001-2002          | Maiorca            | PD                 | 8          | 1          | CR              | 3               | 0               | UCL+CU             | 3+0                | 0                  | -           | -           | -           | 14     | 1      |
| 2002-2003          | Maiorca            | PD                 | 35         | 4          | CR              | 8               | 0               | -                  | -                  | -                  | -           | -           | -           | 43     | 4      |
| 2003-2004          | Bordeaux           | L1                 | 32         | 2          | CF+CdL          | 2+0             | 0               | CU                 | 10                 | 5                  | -           | -           | -           | 44     | 7      |
| 2004-2005          | Bordeaux           | L1                 | 21         | 2          | CF+CdL          | 1+0             | 0               | -                  | -                  | -                  | -           | -           | -           | 22     | 2      |
| Totale Bordeaux    | Totale Bordeaux    | Totale Bordeaux    | 53         | 4          |                 | 3               | 0               |                    | 10                 | 5                  |             | -           | -           | 66     | 9      |
| 2005-gen. 2006     | Espanyol           | PD                 | 8          | 0          | CR              | 0               | 0               | CU                 | 3                  | 0                  | -           | -           | -           | 11     | 0      |
| gen.-giu. 2006     | Manchester City    | PL                 | 15         | 1          | FACup+CdL       | 4+0             | 0               | -                  | -                  | -                  | -           | -           | -           | 19     | 1      |
| 2006-2007          | Espanyol           | PD                 | 28         | 4          | CR              | 1               | 0               | CU                 | 13                 | 4                  | SS          | 2           | 0           | 44     | 8      |
| 2007-2008          | Espanyol           | PD                 | 36         | 4          | CR              | 3               | 0               | -                  | -                  | -                  | -           | -           | -           | 39     | 4      |
| Totale Espanyol    | Totale Espanyol    | Totale Espanyol    | 72         | 8          |                 | 4               | 0               |                    | 16                 | 4                  |             | 2           | 0           | 94     | 12     |
| 2008-2009          | Liverpool          | PL                 | 28         | 3          | FACup+CdL       | 3+0             | 1               | UCL                | 9                  | 1                  | -           | -           | -           | 40     | 5      |
| 2009-2010          | Liverpool          | PL                 | 12         | 0          | FACup+CdL       | 0+1             | 0               | UCL+UEL            | 1+2                | 0                  | -           | -           | -           | 16     | 0      |
| Totale Liverpool   | Totale Liverpool   | Totale Liverpool   | 40         | 3          |                 | 4               | 1               |                    | 12                 | 1                  |             | -           | -           | 56     | 5      |
| 2010-2011          | Olympiacos         | SL                 | 26         | 2          | CG              | 2               | 0               | UEL                | 0                  | 0                  | -           | -           | -           | 28     | 2      |
| 2011-2012          | Galatasaray        | SL                 | 26+4       | 1          | TK              | 2               | 0               | -                  | -                  | -                  | -           | -           | -           | 32     | 1      |
| 2012-2013          | Galatasaray        | SL                 | 26         | 2          | TK              | 0               | 0               | UCL                | 9                  | 0                  | ST          | 0           | 0           | 35     | 0      |
| 2013-gen. 2014     | Galatasaray        | SL                 | 4          | 0          | TK              | 4               | 1               | UCL                | 5                  | 0                  | ST          | 0           | 0           | 13     | 1      |
| Totale Galatasaray | Totale Galatasaray | Totale Galatasaray | 56+4       | 3          |                 | 6               | 1               |                    | 14                 | 0                  |             | 0           | 0           | 80     | 4      |
| mar.-giu. 2014     | Watford            | FLC                | 8          | 1          | FACup+CdL       | -               | -               | -                  | -                  | -                  | -           | -           | -           | 8      | 1      |
| set.-nov. 2014     | Udinese            | A                  | 0          | 0          | CI              | 0               | 0               | -                  | -                  | -                  | -           | -           | -           | 0      | 0      |
| mar.-giu. 2015     | Maiorca            | SD                 | 6          | 0          | CR              | -               | -               | -                  | -                  | -                  | -           | -           | -           | 6      | 0      |
| Totale Maiorca     | Totale Maiorca     | Totale Maiorca     | 52         | 6          |                 | 11              | 0               |                    | 3                  | 0                  |             | -           | -           | 66     | 6      |
| 2015-2016          | Zavrč              | 1. SNL             | 12         | 1          | CS              | 2               | 1               | -                  | -                  | -                  | -           | -           | -           | 14     | 2      |
| Totale carriera    | Totale carriera    | Totale carriera    | 392        | 36         |                 | 36              | 3               |                    | 55                 | 10                 |             | 2           | 0           | 485    | 49     |

### Cronologia presenze e reti in Nazionale
| Cronologia completa delle presenze e delle reti in nazionale ― Spagna | Cronologia completa delle presenze e delle reti in nazionale ― Spagna | Cronologia completa delle presenze e delle reti in nazionale ― Spagna | Cronologia completa delle presenze e delle reti in nazionale ― Spagna | Cronologia completa delle presenze e delle reti in nazionale ― Spagna | Cronologia completa delle presenze e delle reti in nazionale ― Spagna | Cronologia completa delle presenze e delle reti in nazionale ― Spagna | Cronologia completa delle presenze e delle reti in nazionale ― Spagna |
| Data                                                                  | Città                                                                 | In casa                                                               | Risultato                                                             | Ospiti                                                                | Competizione                                                          | Reti                                                                  | Note                                                                  |
| --------------------------------------------------------------------- | --------------------------------------------------------------------- | --------------------------------------------------------------------- | --------------------------------------------------------------------- | --------------------------------------------------------------------- | --------------------------------------------------------------------- | --------------------------------------------------------------------- | --------------------------------------------------------------------- |
| 13-10-2007                                                            | Aarhus                                                                | Danimarca                                                             | 1 – 3                                                                 | Spagna                                                                | Qual. Euro 2008                                                       | 1                                                                     | 69’                                                                   |
| 17-10-2007                                                            | Helsinki                                                              | Finlandia                                                             | 0 – 0                                                                 | Spagna                                                                | Amichevole                                                            | -                                                                     |                                                                       |
| 17-11-2007                                                            | Madrid                                                                | Spagna                                                                | 3 – 0                                                                 | Svezia                                                                | Qual. Euro 2008                                                       | -                                                                     | 65’                                                                   |
| 6-2-2008                                                              | Malaga                                                                | Spagna                                                                | 1 – 0                                                                 | Francia                                                               | Amichevole                                                            | -                                                                     | 46’                                                                   |
| 26-3-2008                                                             | Elche                                                                 | Spagna                                                                | 1 – 0                                                                 | Italia                                                                | Amichevole                                                            | -                                                                     | 59’                                                                   |
| 11-10-2008                                                            | Tallinn                                                               | Estonia                                                               | 0 – 3                                                                 | Spagna                                                                | Qual. Mondiali 2010                                                   | -                                                                     | 78’                                                                   |
| 19-11-2008                                                            | Vila-real                                                             | Spagna                                                                | 3 – 0                                                                 | Cile                                                                  | Amichevole                                                            | -                                                                     |                                                                       |
| 1-4-2009                                                              | Istanbul                                                              | Turchia                                                               | 1 – 2                                                                 | Spagna                                                                | Qual. Mondiali 2010                                                   | 1                                                                     |                                                                       |
| 9-6-2009                                                              | Baku                                                                  | Azerbaigian                                                           | 0 – 6                                                                 | Spagna                                                                | Amichevole                                                            | 1                                                                     |                                                                       |
| 14-6-2009                                                             | Rustenburg                                                            | Nuova Zelanda                                                         | 0 – 5                                                                 | Spagna                                                                | Conf. Cup 2009 - 1º turno                                             | -                                                                     |                                                                       |
| 20-6-2009                                                             | Bloemfontein                                                          | Spagna                                                                | 2 – 0                                                                 | Sudafrica                                                             | Conf. Cup 2009 - 1º turno                                             | -                                                                     | 80’                                                                   |
| 24-6-2009                                                             | Bloemfontein                                                          | Spagna                                                                | 0 – 2                                                                 | Stati Uniti                                                           | Conf. Cup 2009 - Semifinale                                           | -                                                                     | 78’                                                                   |
| 28-6-2009                                                             | Rustenburg                                                            | Spagna                                                                | 3 – 2 dts                                                             | Sudafrica                                                             | Conf. Cup 2009 - Finale 3º posto                                      | -                                                                     |                                                                       |
| 12-8-2009                                                             | Skopje                                                                | Macedonia                                                             | 2 – 3                                                                 | Spagna                                                                | Amichevole                                                            | 1                                                                     | 46’                                                                   |
| 5-9-2009                                                              | La Coruña                                                             | Spagna                                                                | 5 – 0                                                                 | Belgio                                                                | Qual. Mondiali 2010                                                   | -                                                                     | 66’                                                                   |
| 14-10-2009                                                            | Zenica                                                                | Bosnia ed Erzegovina                                                  | 2 – 5                                                                 | Spagna                                                                | Qual. Mondiali 2010                                                   | -                                                                     |                                                                       |
| Totale                                                                |                                                                       | Presenze                                                              | 16                                                                    |                                                                       | Reti                                                                  | 4                                                                     |                                                                       |

### Statistiche da allenatore
Statistiche aggiornate al 15 maggio 2025. In grassetto le competizioni vinte.
| Stagione        | Squadra         | Campionato      | Campionato | Campionato | Campionato | Campionato | Coppe nazionali | Coppe nazionali | Coppe nazionali | Coppe nazionali | Coppe nazionali | Coppe continentali | Coppe continentali | Coppe continentali | Coppe continentali | Coppe continentali | Altre coppe | Altre coppe | Altre coppe | Altre coppe | Altre coppe | Totale | Totale | Totale | Totale | Vittorie % | Piazzamento |
| Stagione        | Squadra         | Comp            | G          | V          | N          | P          | Comp            | G               | V               | N               | P               | Comp               | G                  | V                  | N                  | P                  | Comp        | G           | V           | N           | P           | G      | V      | N      | P      | %          | Piazzamento |
| --------------- | --------------- | --------------- | ---------- | ---------- | ---------- | ---------- | --------------- | --------------- | --------------- | --------------- | --------------- | ------------------ | ------------------ | ------------------ | ------------------ | ------------------ | ----------- | ----------- | ----------- | ----------- | ----------- | ------ | ------ | ------ | ------ | ---------- | ----------- |
| 2022-2023       | Olimpia Lubiana | PL              | 36         | 23         | 4          | 9          | CS              | 6               | 5               | 1               | 0               | UECL               | 4                  | 1                  | 2                  | 1                  | -           | -           | -           | -           | -           | 46     | 29     | 7      | 10     | 63,04      | 1º          |
| lug.-ott. 2023  | Celje           | PL              | 11         | 8          | 2          | 1          | CS              | -               | -               | -               | -               | UECL               | 6                  | 3                  | 1                  | 2                  | -           | -           | -           | -           | -           | 17     | 11     | 3      | 3      | 64,71      | Dimiss.     |
| ott. 2023-2024  | Bordeaux        | L2              | 28         | 11         | 6          | 11         | CS              | 4               | 3               | 0               | 1               | -                  | -                  | -                  | -                  | -                  | -           | -           | -           | -           | -           | 32     | 14     | 6      | 12     | 43,75      | Sub., 12º   |
| lug. 2024-2025  | Celje           | PL              | 33         | 15         | 9          | 9          | CS              | 5               | 5               | 0               | 0               | UCL+UEL+UECL       | 1+2+14             | 0+1+5              | 0+0+3              | 1+1+6              | -           | -           | -           | -           | -           | 55     | 26     | 12     | 17     | 47,27      |             |
| Totale Celje    | Totale Celje    | Totale Celje    | 44         | 23         | 11         | 10         |                 | 5               | 5               | 0               | 0               |                    | 23                 | 9                  | 4                  | 10                 |             | -           | -           | -           | -           | 72     | 37     | 15     | 20     | 51,39      |             |
| Totale carriera | Totale carriera | Totale carriera | 108        | 57         | 21         | 30         |                 | 15              | 13              | 1               | 1               |                    | 27                 | 10                 | 6                  | 11                 |             | -           | -           | -           | -           | 150    | 80     | 28     | 42     | 53,33      |             |

## Palmarès

### Giocatore

#### Competizioni nazionali
- Coppa di Spagna: 1

Maiorca: 2002-2003
- Campionato greco: 1

Olympiakos: 2010-2011
- Campionato turco: 2

Galatasaray: 2011-2012, 2012-2013
- Supercoppa di Turchia: 2

Galatasaray: 2012, 2013

### Allenatore

#### Competizioni nazionali
- Campionato sloveno: 1

Olimpia Lubiana: 2022-2023
- Coppa di Slovenia: 2

Olimpia Lubiana: 2022-2023
Celje: 2024-2025